# Campionatul Național de Fotbal din Insulele Solomon
Campionatul Național de Fotbal din Insulele Solomon este o competiție de fotbal din zona OFC.

## Echipele sezonului 2009-2010
- Banika Bulls FC (Central)
- Fasi Roos FC (Malaita)
- Gossa FC (Western)
- Koloale FC (Honiara)
- Kossa FC (Honiara)
- Makuru FC (Honiara)
- Malango FC (Guadalcanal)
- Malu'u United FC (Malaita)
- Marist FC (Honiara)
- Solomon Warriors (Honiara)
- Soloso FC (Western)
- Sunbeam FC (Honiara)

## Foste campioane
- 2003: Koloale FC
- 2004: Central Realas
- 2005/06: Marist FC
- 2006/07: Kossa FC
- 2007/08: Koloale FC
- 2008/09: Marist FC
- 2009/10: Koloale FC